# ARM Norway
ARM Norway（ARM挪威） (2006年6月前称为: Falanx) 是一家总部位于挪威特隆赫姆的公司，隶属于ARM Holdings。ARM Norway主要负责研发、设计制造基于OpenGL 3D显示技术的GPU（显示芯片），并提供相应的省电和省资源的显示芯片解决方案，以便其显示芯片能更好的运行在移动设备（如：手机、平板电脑等）上。ARM Norway 只负责授权各大制造商其设计的基于IP核心技术的显示芯片，而不是提供制造好的显示芯片。旗下产品有Mali (GPU)系列。